# 查茨沃斯莊園

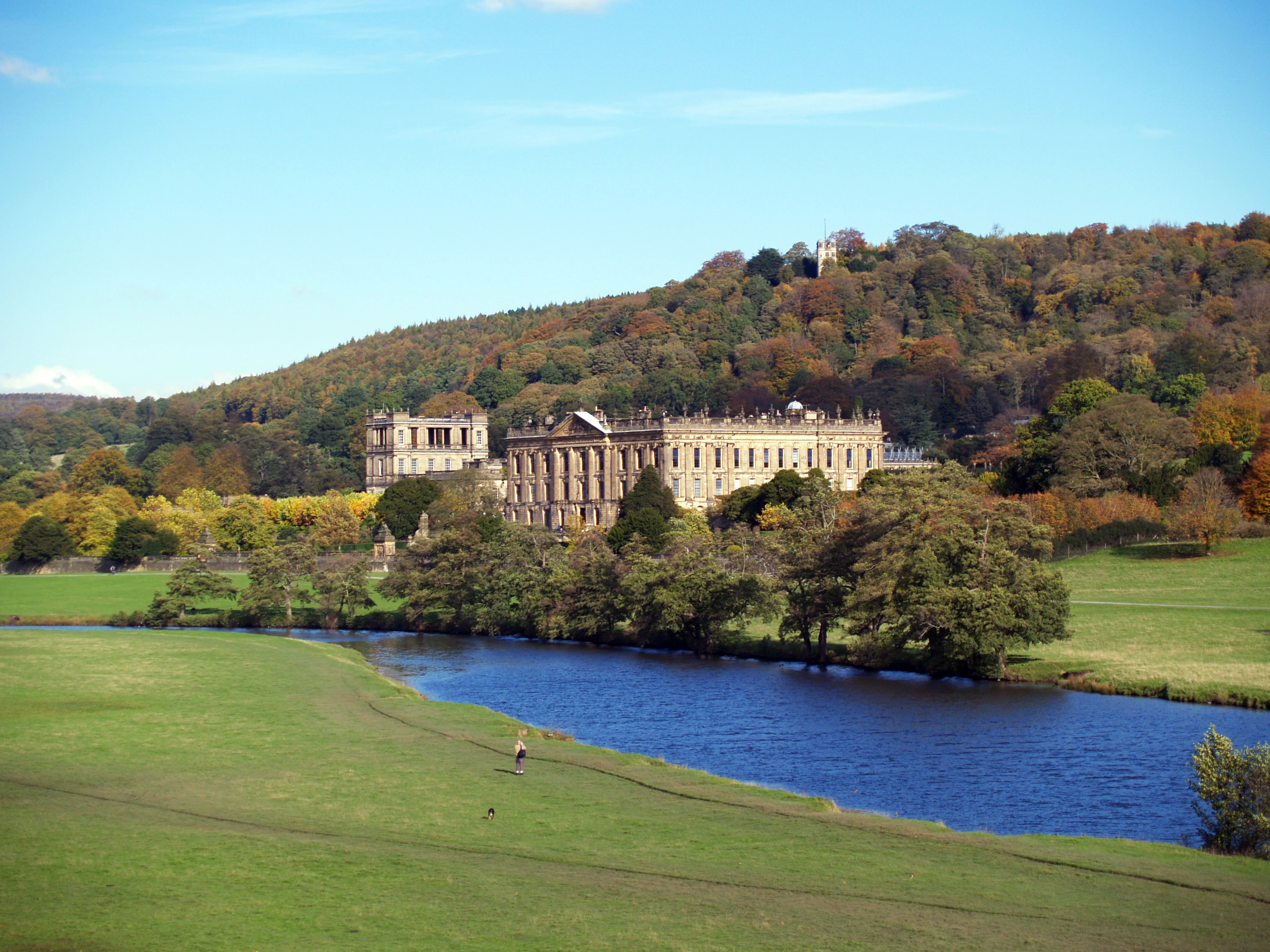
查茨沃斯莊園

查茨沃斯莊園（Chatsworth House）是英國的一處莊園，位於英格蘭德比郡。自1549年以來，查茨沃斯莊園就是德文郡公爵的莊園。查茲沃斯莊園位於德文特河的東岸。建築位於連綿的綠地之中，建築內則收藏有眾多珍貴的繪畫、家具、17世紀之前歐洲畫家的繪畫、新古典主義雕塑、書籍和其他文物。查茨沃斯莊園多次被選為英國最受歡迎的莊園。

## 文艺作品
- 查茨沃斯莊園是2005年电影版《傲慢与偏见》中达西先生的彭伯利庄园的取景地，因此一些人称它为达西庄园。

## 外部連結
- Chatsworth House: Official website （页面存档备份，存于）